# Dryopteris ilicifolium
Dryopteris ilicifolium là một loài thực vật có mạch trong họ Dryopteridaceae. Loài này được (D. Don) Kuntze miêu tả khoa học đầu tiên năm 1891.